# Rhabdochaeta wedelia
Rhabdochaeta wedelia es una especie de insecto del género Rhabdochaeta de la familia Tephritidae del orden Diptera.

## Historia
Hardy y Drew la describieron científicamente por primera vez en el año 1996.